# 符彦通
符彦通，五代十国至北宋叙州蛮族首领，叙州（今湖南怀化市黔阳古城）人。
楚王马希范死后，马氏兄弟内讧。符彦通与马希范之弟马希萼通好，参与夺位之争。受派遣率领朗州、辰州等州诸蛮族攻长沙，帮助马希萼夺楚王马希广之位。攻克长沙后，掠得库存金银财物，开始富强，在溪峒间称王。当马氏部将王逵占据湖南时，符彦通进献铜鼓，被任命为黔中节度使。